# Sébastien Brock
Sebastian Paul Brock FBA (né en 1938 à Londres ) est un universitaire britannique, professeur d'université et spécialiste dans le domaine des études sur la langue syriaque classique et la littérature syriaque classique. Ses recherches englobent également divers aspects de l'histoire culturelle du christianisme syriaque . Il est généralement reconnu comme l'un des plus éminents universitaires dans le domaine des études syriaques ainsi que dans le domaine des études araméennes . 

## Biographie

### Éducation
Brock a étudié au Eton College et a obtenu son baccalauréat en langues classiques et orientales (hébreu et araméen) au Trinity College de l'Université de Cambridge. En 1966, il devient docteur en philosophie à l'Université d'Oxford.[réf. nécessaire]

### Carrière
Brock a été maître de conférences, à l'Université de Birmingham (Département de théologie) de 1964 à 1967. Il poursuit sa carrière universitaire comme maître de conférences en hébreu, puis maître de conférences en hébreu et en araméen, à l'Université de Cambridge, de 1967 à 1974. Il a été maître de conférences en araméen et en syriaque, puis lecteur en études syriaques à l' Oriental Institute de l'Université d'Oxford, de 1974 à 2003. Depuis 2003, il est lecteur émérite en études syriaques et membre émérite du Wolfson College d'Oxford,.

## Affiliations et reconnaissance
Brock est membre de la British Academy. Il est titulaire de plusieurs doctorats honorifiques et titulaire d'undoctorat Honoris Causa de l' École pratique des hautes études à Paris. Brock a reçu la Médaille de Saint Éphrem le Syrien du Patriarche syriaque orthodoxe d'Antioche et la Médaille Leverhulme de la British Academy (2009).

## Publications
- The Syriac Version of the Pseudo-Nonnos Mythological Scholia, London, Cambridge University Press, 1971 (lire en ligne)
- Sebastian P. Brock, The Holy Spirit in the Syrian Baptismal Tradition, Piscataway, NJ, Gorgias Press, 2008 (1re éd. 1979) (ISBN 9781593338442, lire en ligne)
- Sebastian P. Brock, An Introduction to Syriac Studies, Piscataway, NJ, Gorgias Press, 2017 (1re éd. 1980) (ISBN 9781463207137, lire en ligne)
- Sebastian P. Brock, Syriac Perspectives on Late Antiquity, London, Variorum Reprints, 1984 (ISBN 9780860781479, lire en ligne)
- Sebastian P. Brock, The Luminous Eye: The Spiritual World Vision of Saint Ephrem, Kalamazoo, Cistercian Publications, 1992 (1re éd. 1985) (ISBN 9780879075248, lire en ligne)
- Sebastian P. Brock, The Syriac Fathers on Prayer and the Spiritual Life, Kalamazoo, Cistercian Publications, 1987 (ISBN 9780879076016, lire en ligne)
- Sebastian P. Brock et Susan A. Harvey, Holy Women of the Syrian Orient, Berkeley, University of California Press, 1998 (1re éd. 1987) (ISBN 9780520213661, lire en ligne)
- Sebastian P. Brock, Studies in Syriac Spirituality, Bangalore, Center for Eastern and Indian Christian Studies, 2008 (1re éd. 1988) (ISBN 9788189958176, lire en ligne)
- Sebastian P. Brock, Catalogue of Syriac Fragments (New Finds) in the Library of the Monastery of Saint Catherine, Mount Sinai, Athens, Mount Sinai Foundation, 1995 (ISBN 9789608573901, lire en ligne)
- Sebastian P. Brock, Syriac Studies: A Classified Bibliography, 1960-1990, Kaslik, Parole de l'Orient, 1996 (lire en ligne)
- Sebastian P. Brock, A Brief Outline of Syriac Literature, Kottayam, St. Ephrem Ecumenical Research Institute, 1997 (lire en ligne)
- Sebastian P. Brock, From Ephrem to Romanos: Interactions Between Syriac and Greek in Late Antiquity, Aldershot, Ashgate, 1999 (ISBN 9780860788003, lire en ligne)
- Sebastian P. Brock, Fire from Heaven: Studies in Syriac Theology and Liturgy, Aldershot, Ashgate, 2006 (ISBN 9780754659082, lire en ligne)
- Homilies of Mar Jacob of Sarug, Piscataway, NJ, Gorgias Press, 2006 Vols. 1–6
- Sebastian P. Brock, The People and the Peoples: Syriac Dialogue Poems from Late Antiquity, Oxford, Journal of Jewish Studies, 2019 (ISBN 9780957522817, lire en ligne)
- Sebastian P. Brock, Singer of the Word of God: Ephrem the Syrian and his Significance in Late Antiquity, Piscataway, NJ, Gorgias Press, 2020 (ISBN 9781463239619, DOI 10.31826/9781463239619, lire en ligne)